# Лорі чорний
Лорі чорний (Chalcopsitta atra) — птах родини Папугових (Psittacidae) з роду Chalcopsitta середнього розміру. Чорнуватий папуга з чорним дзьобом, темно-сірими лапами та довгим округлим хвостом. Він має жовте та червоне підхвістя. Немає вираженого статевого диморфізму.

## Зовнішній вигляд
Чорний лорі довжиною складає 32 см, вагою 230—260 г. Крило птиці 16,9-19,3 см, хвоста 11,4-15,1 см. Розмір дзьобу становить 2-2,4 см.
Самці і самки подібні за зовнішнім виглядом.

## Класифікація
На даний час існує три підвиди:
- Чорний лорі (Chalcopsitta atra, Scopoli, 1786)
  - Chalcopsitta atra atra, Scopoli, 1786 поширений на заході півострову Чендравасіх індонезійської провінції Західне Папуа та прилеглих островах.
  - Chalcopsitta atra bernsteini Rosenberg, 1861, індонезійський острів Місоол
  - Chalcopsitta atra insignis Oustalet, 1878, поширений на сході півострову Чендравасіх, прилеглих островах, та на півостровах Onin та Bomberai Західного Папуа.